# 橫琴杧洲隧道
橫琴杧洲隧道，是一條位於中國廣東省珠海市香洲區內，連接洪灣片區一體化區域至橫琴粵澳深度合作區的海底隧道，呈南北走向，穿越馬騮洲水道，路線全長3公里，其中隧道段全長1,695米，總投資約29.94億元。
廣東省自然資源廳於2022年6月14日發出該工程用海前公示，顯示工程進行跨海橋樑和海底隧道施工，按計劃預計2024年建成通車，將串聯通關中心、保稅區一期、港灣港和橫琴中醫藥產業園。工程用海面積為3.8436公頃，佔用岸線160.34米，用海類型為海底工程用海（一級類）中的海底隧道用海（二級類），用海方式為跨海橋樑、海底隧道用海，通過“振興號”盾構機進行發掘工程。
隧道掘探工程利用“振興號”盾構機進行，直徑15.01米、總重約4400噸，為中國自主研製、全球排名前列的超大直徑盾構機。
2023年3月13日，隨著「振興號」盾構機碩大的盾體緩緩駛出，橫琴杧洲隧道左線隧道順利貫通，為預計2024年下半年通車打下堅實基礎。據悉，該項目是國內地層最軟、細微顆粒含量最高的超大直徑盾構隧道，並首創超大直徑盾構定軸轉體技術，既填補了國內空白，也為同類型穿江越海工程施工提供了可供借鑒的經驗。該隧道全線穿越超軟土地層，20μm以下超細顆粒佔比74.7%以上，為當前國內地層最軟、細微顆粒含量最高的超大直徑盾構海底隧道。
2023年粵港澳大灣區（廣州）智慧交通產業博覽會舉行期間，中鐵十五局承建的橫琴芒洲隧道工程右線隧道盾構掘進突破百環大關，順利掘進200米，預計同年11月底實現全線貫通，計劃2024年下半年通車。
2023年12月27日9時28分，随着直径15米超大直径盾构机“振兴号”刀盘的快速旋转出洞，横琴杧洲隧道实现双线贯通。隧道全长3公里，采用双向6车道标准建设，隧道下穿马骝洲水道，南连横琴岛，北接珠海市洪湾片区，整項掘挖工程历经525天。